# Dasychira likilembae
Dasychira likilembae är en fjärilsart som beskrevs av Aurivillius 1925. Dasychira likilembae ingår i släktet Dasychira och familjen tofsspinnare. Inga underarter finns listade i Catalogue of Life.